# 권한 이양

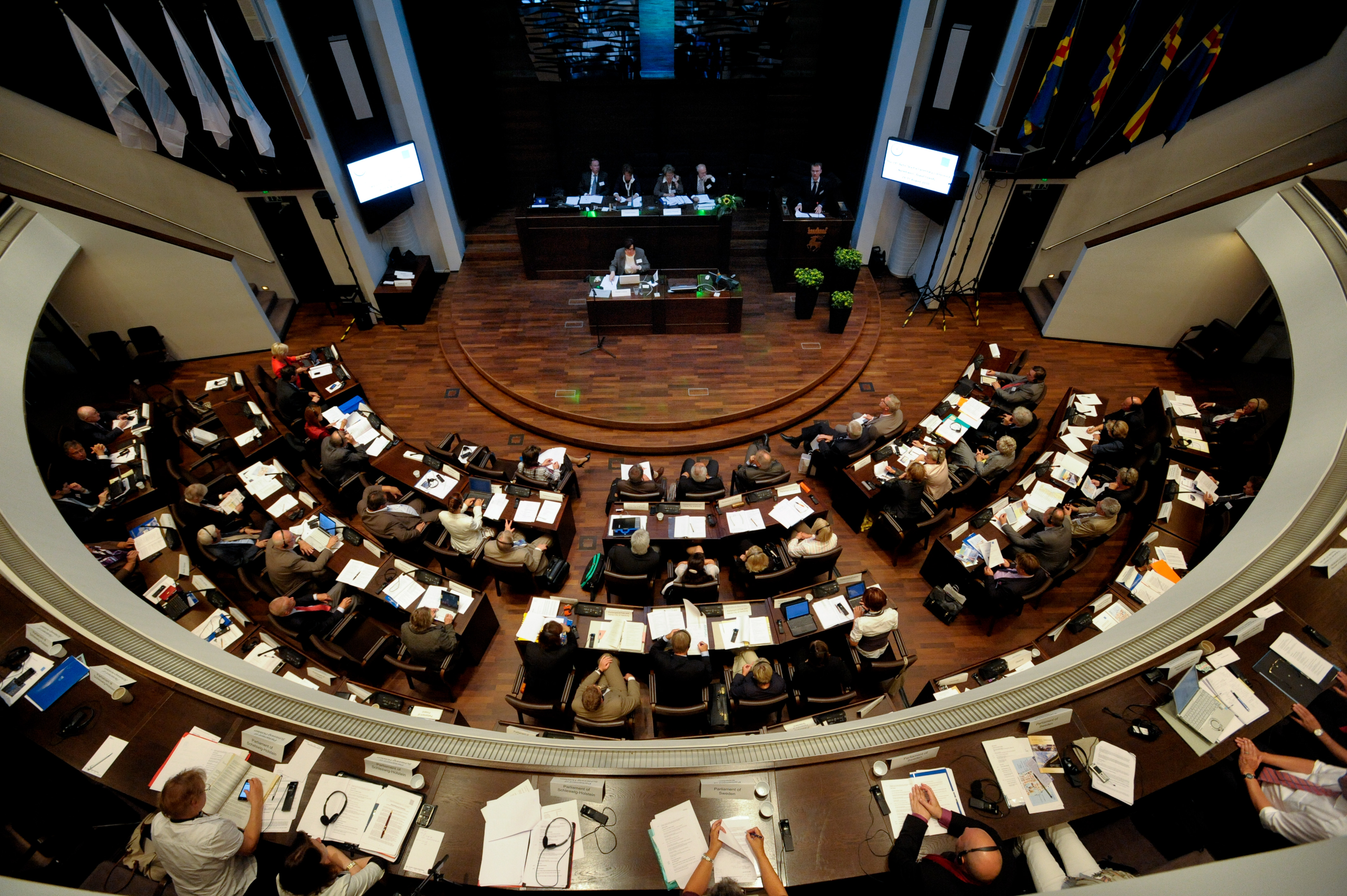
올란드 지역의회

권한 이양(devolution), 권력 이양은 주권 국가의 중앙 정부로부터 지역 또는 지방 수준과 같은 하위 국가 수준을 통치하기 위해 권한을 법적으로 위임하는 것이다. 행정분권화의 한 형태이다. 양도된 영토는 해당 지역과 관련된 법률을 제정하여 더 높은 수준의 자치권을 부여할 권한을 갖는다.
권한 이양은 지방정부의 위임된 권한이 일시적이고 되돌릴 수 있으며 궁극적으로 중앙정부에 있다는 점에서 연방주의와 다르다. 따라서 국가는 법적으로 단일한 상태로 유지된다. 위임된 의회를 구성하는 법률은 다른 법률과 마찬가지로 중앙 정부에 의해 폐지되거나 개정될 수 있다. 이와 대조적으로 연방 체제에서는 하위 단위 정부가 헌법에 보장되어 있으므로 중앙 정부가 하위 단위의 권한을 일방적으로 철회할 수 없다(즉, 헌법 개정 절차 없이는 가능). 따라서 하위 단위는 연방주의 하에서보다 이양 하에서 낮은 수준의 보호를 받는다.

## 같이 보기
- 분권화
- 연방주의
- 오스트레일리아의 주와 준주
- 보충성의 원리
- 미국의 해외 영토